# Frédéric de Montbéliard
Frédéric de Montbéliard (mort le 29 juin 1091) est un noble lotharingien qui devient marquis de Suze (1080–1091) par mariage.

## Biographie
Frédéric est le fils cadet de Louis de Scarpone, comte de Montbéliard et de Sophie de Haute-Lotharingie, comtesse de Bar. Il suit le pape Léon IX à Rome après le passage de ce dernier à Montbéliard en 1045. Il est cité en Italie à partir de 1071 comme témoins de sa tante Béatrice de Bar et de Mathilde de Toscane, la fille de cette dernière,.
En 1080, Frédéric épouse Agnès de Savoie, fille du marquis Pierre Ier (par usage dit comte de Savoie bien que le titre n'existe pas encore) et après le mariage, Frédéric semble être investi du titre de marquis de Suze,. Il ne dirige que nominalement, le pouvoir étant réellement exercé par la grand-mère d'Agnès, Adélaïde de Suse. Il était probablement prévu que Frédéric succède à l'aïeule de son épouse, mais il mourut avant elle, en juin 1091,.

## Descendance
Marié avec Agnès de Savoie, ils ont trois fils :
- Pierre, qui succéda mineur à sa grand-mère en décembre 1091 comme marquis de Suse, mais qui en fut dépouillé par l'empereur Henri IV, qui réclamait le bien du chef de son épouse Berthe de Savoie, sœur d'Agnès. Pierre fut par la suite comte de Lutzelbourg en Alsace ;
- Bruno, qui fut chanoine, puis doyen du chapitre de la cathédrale de Strasbourg ;
- Sigefroi, qui fut bailli de Strasbourg.